# Macromia dione
Macromia dione är en trollsländeart som beskrevs av Maurits Anne Lieftinck 1971. Macromia dione ingår i släktet Macromia och familjen skimmertrollsländor. Inga underarter finns listade i Catalogue of Life.